# (32632) 2001 RS75
2001 RS75 (asteroide 32632) é um asteroide da cintura principal. Possui uma excentricidade de 0.23000270 e uma inclinação de 2.94844º.
Este asteroide foi descoberto no dia 10 de setembro de 2001 por LINEAR em Socorro.